# Список листоїдів-хризомелін України
Список листоїдів-хризомелін України налічує 92 види з майже 20 родів. Хризомеліни являють собою одну з 15 підродин жуків-листоїдів та містять чимало економічно важливих рослинноїдних видів, серед яких найбільш відомим є колорадський жук. Список наведено за працею Василя Бровдія (1977) з частково оновленою систематикою станом на початок 2020-х років. Чотири види хризомелін занесено до Червоної книги України.

## Тимарха (Timarcha)
| Українська назва          | Наукова назва й автор  | Підрід | Зображення | Додаткова інформація |
| ------------------------- | ---------------------- | ------ | ---------- | -------------------- |
| Тимарха чорнотілкоподібна | Timarcha tenebricosa   | -      |            |                      |
| Тимарха зморшкувата       | Timarcha rugulosa      | -      |            |                      |
| Тимарха геттінгенська     | Timarcha goettingensis | -      |            |                      |
| Тимарха металева          | Timarcha metallica     | -      |            |                      |

## Ентомосцеліс (Entomoscelis)
| Українська назва    | Наукова назва й автор  | Підрід | Зображення | Додаткова інформація |
| ------------------- | ---------------------- | ------ | ---------- | -------------------- |
| Листоїд ріпаковий   | Entomoscelis adonidis  | -      |            |                      |
| Ентомосцеліс шовний | Entomoscelis suturalis | -      |            |                      |

## Лептинотарса (Leptinotarsa)
| Українська назва | Наукова назва й автор     | Підрід | Зображення | Додаткова інформація                                                                            |
| ---------------- | ------------------------- | ------ | ---------- | ----------------------------------------------------------------------------------------------- |
| Колорадський жук | Leptinotarsa decemlineata | -      |            | Інвазивний вид, шкідник картоплі та пасльонових. Заселив Україну в другій половині XX століття. |

## Хризоліна (Chrysolina)
| Українська назва            | Наукова назва й автор | Підрід                                    | Зображення | Додаткова інформація |
| --------------------------- | --------------------- | ----------------------------------------- | ---------- | -------------------- |
| Хризоліна широкооблямована  | Ch. limbata           | Краспеда (Craspeda)                       |            |                      |
| Хризоліна бронзово-чорна    | Ch. cinctipennis      | Краспеда (Craspeda)                       |            |                      |
| Хризоліна гіпсолюбна        | Ch. gypsophilae       | Стихоптера (Stichoptera)                  |            |                      |
| Хризоліна вузькооблямована  | Ch. sanguinolenta     | Стихоптера (Stichoptera)                  |            |                      |
| Хризоліна Кюстера           | Ch. kuesteri          | Стихоптера (Stichoptera)                  |            |                      |
| Хризоліна полинова          | Ch. carnifex          | Халкоїдеа (Chalcoidea)                    |            |                      |
| Хризоліна мала              | Ch. analis            | Халкоїдеа (Chalcoidea)                    |            |                      |
| Хризоліна маргіната         | Ch. marginata         | Халкоїдеа (Chalcoidea)                    |            |                      |
| Хризоліна клокичкова        | Ch. staphilea         | Хризоліна (Chrysolina s. str.)            |            |                      |
| Хризоліна гладенька         | Ch. polita            | Еритрохриза (Erytrochrysa)                |            |                      |
| Хризоліна бура              | Ch. lurida            | Теніостиха (Taeniosticha)                 |            |                      |
| Хризоліна розкішна          | Ch. fastuosa          | Длохриза (Dlochrysa)                      |            |                      |
| Хризоліна рудонога          | Ch. diversipes        | Колафосома (Colaphosoma)                  |            |                      |
| Хризоліна блискуча          | Ch. oricalcia         | Мінкія (Minckia)                          |            |                      |
| Хризоліна бронзова          | Ch. chalcites         | Мінкія (Minckia)                          |            |                      |
| Хризоліна чорна             | Ch. morio             | Овосома (Ovosoma)                         |            |                      |
| Хризоліна подвоєна          | Ch. geminata          | Гіпериція (Hypericia)                     |            |                      |
| Хризоліна звіробійна        | Ch. hyperici          | Гіпериція (Hypericia)                     |            |                      |
| Хризоліна мідна             | Ch. cuprina           | Гіпериція (Hypericia)                     |            |                      |
| Хризоліна чорно-синя        | Ch. haemoptera        | Колафодес (Colaphodes)                    |            |                      |
| Хризоліна смугаста          | Ch. cerealis          | Хризоморфа (Chrysomorpha)                 |            |                      |
| Хризоліна золотисто-мідна   | Ch. aurichalcea       | Анопахіс (Anopachys)                      |            |                      |
| Хризоліна м'ятна            | Ch. herbacea          | Ментастрієла (Menthastriella)[перевірити] |            |                      |
| Хризоліна трав'яна          | Ch. graminis          | Евхризоліна (Euchrysolina)                |            |                      |
| Хризоліна мінлива           | Ch. varians           | Сферомела(Sphaeromela)                    |            |                      |
| Хризоліна синя              | Ch. coerulea          | Овостома (Ovostoma)                       |            |                      |
| Хризоліна кругла            | Ch. globipennis       | Овостома (Ovostoma)                       |            |                      |
| Хризоліна руда              | Ch. rufa              | Колафоптера (Colaphoptera)                |            |                      |
| Хризоліна кам'яниста        | Ch. lapidaria         | Колафоптера (Colaphoptera)                |            |                      |
| Хризоліна оливково-зелена   | Ch. umbratilis        | Колафоптера (Colaphoptera)                |            |                      |
| Хризоліна смоляно-коричнева | Ch. marcasitica       | Колафоптера (Colaphoptera)                |            |                      |
| Хризоліна пурпурова         | Ch. purpurascens      | Колафоптера (Colaphoptera)                |            |                      |
| Хризоліна Плигінського      | Ch. pliginskii        | Колафоптера (Colaphoptera)                |            |                      |
| Хризоліна мохова            | Ch. lichenis          | Геліостола (Heliostola)                   |            |                      |
| Хризоліна карпатська        | Ch. carpathica        | Геліостола (Heliostola)                   |            |                      |

## Чекініола (Cecchiniola)
| Українська назва         | Наукова назва й автор      | Підрід | Зображення | Додаткова інформація |
| ------------------------ | -------------------------- | ------ | ---------- | -------------------- |
| Чекініола платисцелідина | Cecchiniola platyscelidina |        |            |                      |

## Ореїна (Oreina)
| Українська назва   | Наукова назва й автор | Підрід                  | Зображення | Додаткова інформація |
| ------------------ | --------------------- | ----------------------- | ---------- | -------------------- |
| Ореїна гладенька   | O. tristis            | Аллоріна (Allorina)     |            |                      |
| Ореїна зморшкувата | O. rugulosa           | Аллоріна (Allorina)     |            |                      |
| Ореїна смугаста    | O. virgulata          | Хризохлоа (Chrysochloa) |            |                      |
| Ореїна какалія     | O. cacaliae           | Хризохлоа (Chrysochloa) |            |                      |
| Ореїна прегарна    | O. speciosissima      | Хризохлоа (Chrysochloa) |            |                      |
| Ореїна сплутана    | O. intricata          | Ромалорина (Romalorina) |            |                      |
| Ореїна альпійська  | O. alpestris          | Ромалорина (Romalorina) |            |                      |
| Ореїна дволоба     | O. bifrons            | Ромалорина (Romalorina) |            |                      |
| Ореїна зелена      | O. viridis            | Ромалорина (Romalorina) |            |                      |
| Ореїна плагіата    | O. plagiata           | Проторина (Protorina)   |            |                      |

## Хризомела (Chrysomela)
| Українська назва           | Наукова назва й автор | Підрід                         | Зображення | Додаткова інформація |
| -------------------------- | --------------------- | ------------------------------ | ---------- | -------------------- |
| Хризомела двадцятикрапчата | Ch. vigintipunctata   | Мікродера (Microdera)          |            |                      |
| Хризомела мідна            | Ch. cuprea            | Мікродера (Microdera)          |            |                      |
| Листоїд лапландський       | Ch. lapponica         | Мікродера (Microdera)          |            |                      |
| Листоїд тополевий          | Ch. populi            | Хризомела (Chrysomela s. str.) |            |                      |
| Листоїд осиковий           | Ch. tremulae          | Хризомела (Chrysomela s. str.) |            |                      |
| Листоїд вербовий           | Ch. saliceti          | Хризомела (Chrysomela s. str.) |            |                      |
| Хризомела комірцева        | Ch. collari           | Пахіліна (Pachylina)           |            |                      |

## Плагіодера (Plagiodera)
| Українська назва       | Наукова назва й автор | Підрід | Зображення | Додаткова інформація |
| ---------------------- | --------------------- | ------ | ---------- | -------------------- |
| Плагіодера різнобарвна | P. versicolora        |        |            |                      |

## Лінеїда (Lineida)
| Українська назва | Наукова назва й автор | Підрід | Зображення | Додаткова інформація |
| ---------------- | --------------------- | ------ | ---------- | -------------------- |
| Лінеїда вільхова | L. aenea              |        |            |                      |

## Гастрофіза (Gastrophysa)
| Українська назва   | Наукова назва й автор | Підрід | Зображення | Додаткова інформація |
| ------------------ | --------------------- | ------ | ---------- | -------------------- |
| Листоїд щавлевий   | G. viridula           |        |            |                      |
| Листоїд споришевий | G. polygoni           |        |            |                      |

## Фратора (Phratora)
| Українська назва     | Наукова назва й автор | Підрід                     | Зображення | Додаткова інформація |
| -------------------- | --------------------- | -------------------------- | ---------- | -------------------- |
| Фратора звичайна     | Ph. vulgatissima      | Хетоцера (Chaetocera)      |            |                      |
| Фратора вербова      | Ph. vitellinae        | Фратора (Phratora s. str.) |            |                      |
| Фратора голінаста    | Ph. tibialis          | Фратора (Phratora s. str.) |            |                      |
| Фратора широкоспинна | Ph. laticollis        | Фратора (Phratora s. str.) |            |                      |
| Фратора темно-зелена | Ph. atrovirens        | Фратора (Phratora s. str.) |            |                      |

## Гідротаса (Hydrothassa)
| Українська назва       | Наукова назва й автор | Підрід                          | Зображення | Додаткова інформація |
| ---------------------- | --------------------- | ------------------------------- | ---------- | -------------------- |
| Гідротаса облямована   | Ch. marginella        | Гідротаса (Hydrothassa s. str.) |            |                      |
| Гідротаса ганноверська | Ch. hannoveriana      | Гідротаса (Hydrothassa s. str.) |            |                      |
| Гідротаса гладенька    | Ch. glabra            | Агростітаса (Agrostithassa)     |            |                      |

## Празокур (Prasocuris)
| Українська назва   | Наукова назва й автор | Підрід | Зображення | Додаткова інформація |
| ------------------ | --------------------- | ------ | ---------- | -------------------- |
| Празокур смугастий | P. phelandrii         |        |            |                      |
| Празокур Юнка      | P. junci              |        |            |                      |

## Федон (Phaedon)
| Українська назва   | Наукова назва й автор | Підрід                      | Зображення | Додаткова інформація |
| ------------------ | --------------------- | --------------------------- | ---------- | -------------------- |
| Федон гладенький   | Ph. laevigatus        | Федон (Phaedon s. str.)     |            |                      |
| Листоїд хріновий   | Ph. cochleariae       | Федон (Phaedon s. str.)     |            |                      |
| Листоїд капустяний | Ph. armoraciae        | Федон (Phaedon s. str.)     |            |                      |
| Федон бронзовий    | Ph. pyritosus         | Неофедон (Neophaedon)       |            |                      |
| Федон повільний    | Ph. segnis            | Стерноплатіс (Sternoplatys) |            |                      |

## Гоніоктена  (Gonioctena)
| Українська назва     | Наукова назва й автор | Підрід                          | Зображення | Додаткова інформація |
| -------------------- | --------------------- | ------------------------------- | ---------- | -------------------- |
| Листоїд люцерновий   | G. fornicata          | Спартомена (Spartomena)         |            |                      |
| Гоніоктена рудонога  | G. rufipes            | Гоніоктена (Gonioctena s. str.) |            |                      |
| Гоніоктена мінлива   | G. viminalis          | Гоніоктена (Gonioctena s. str.) |            |                      |
| Гоніоктена Ліннея    | G. linnaeana          | Гоніоктена (Gonioctena s. str.) |            |                      |
| Гоніоктена жовтовуса | G. flavicornis        | Гоніоктена (Gonioctena s. str.) |            |                      |
| Гоніоктена Кауфмана  | G. kaufmanni          | Гоніоктена (Gonioctena s. str.) |            |                      |
| Гоніоктена оливкова  | G. olivacea           | Спартофіла (Spartophilla)       |            |                      |
| Гоніоктена черемхова | G. quinquepunctata    | Гоніомена (Goniomena)           |            |                      |
| Гоніоктена бліда     | G. pallida            | Гоніомена (Goniomena)           |            |                      |

## Колафелус (Colaphellus)
| Українська назва  | Наукова назва й автор | Підрід | Зображення | Додаткова інформація |
| ----------------- | --------------------- | ------ | ---------- | -------------------- |
| Листоїд гірчичний | Colaphellus sophiae   |        |            |                      |

## Склерофедон (Sclerophaedon)
| Українська назва        | Наукова назва й автор | Підрід | Зображення | Додаткова інформація |
| ----------------------- | --------------------- | ------ | ---------- | -------------------- |
| Склерофедон карнійський | S. carniolicus        |        |            |                      |
| Склерофедон карпатський | S. carpathicus        |        |            |                      |
| Склерофедон круглий     | S. orbicularis        |        |            |                      |